# 음원
음원(音源, Sound source)이란 글자 그대로 음(sound)의 근원(source)을 말한다.
실제 악기를 직접 연주하면 나타나는 소리가 바로 음원인데, 음악 세계에서 모든 악기를 음악을 들을 때마다 직접 연주한다는 것은 현실적으로 불가능하다. 따라서 해당 악기의 소리를 특정한 매체(Digital Audio Tape, CD, DVD 등)에 기록하였다가 필요할 때 소리로 환원하여 사용하게 되는데, 이러한 과정에서 나타나는 결과의 모체가 바로 일반적으로 얘기하는 음원이 되는 것이다.

## 같이 보기
- 음악 다운로드, 온라인 음악 서비스